# Chapelle Notre-Dame-d'Armieu
La chapelle Notre-Dame-d'Armieu, également orthographiée chapelle Notre-Dame-d'Armieux, est une ancienne chapelle située sur le territoire de la commune de La Rivière, dans le département de l'Isère. Elle a été totalement détruite lors de l'éboulement du 25 juillet 2024.

## Localisation
La chapelle était située près d'une carrière, sur le coteau d'Artets, à l'extrémité sud du territoire de la commune de La Rivière, en limite de la commune de Saint-Gervais, sur la rive gauche de l'Isère et en bordure de l'ancienne route nationale 532, devenue la route départementale RD 1532 qui relie l'agglomération grenobloise à Romans-sur-Isère.

## Description architecturale
Cette chapelle qui comprend un simple oratoire, se présentait sous la forme d'un très modeste édifice, d'architecture simple située sur un replat d'une pente montagneuse. Elle abritait une statue de la Vierge Marie.

## Historique

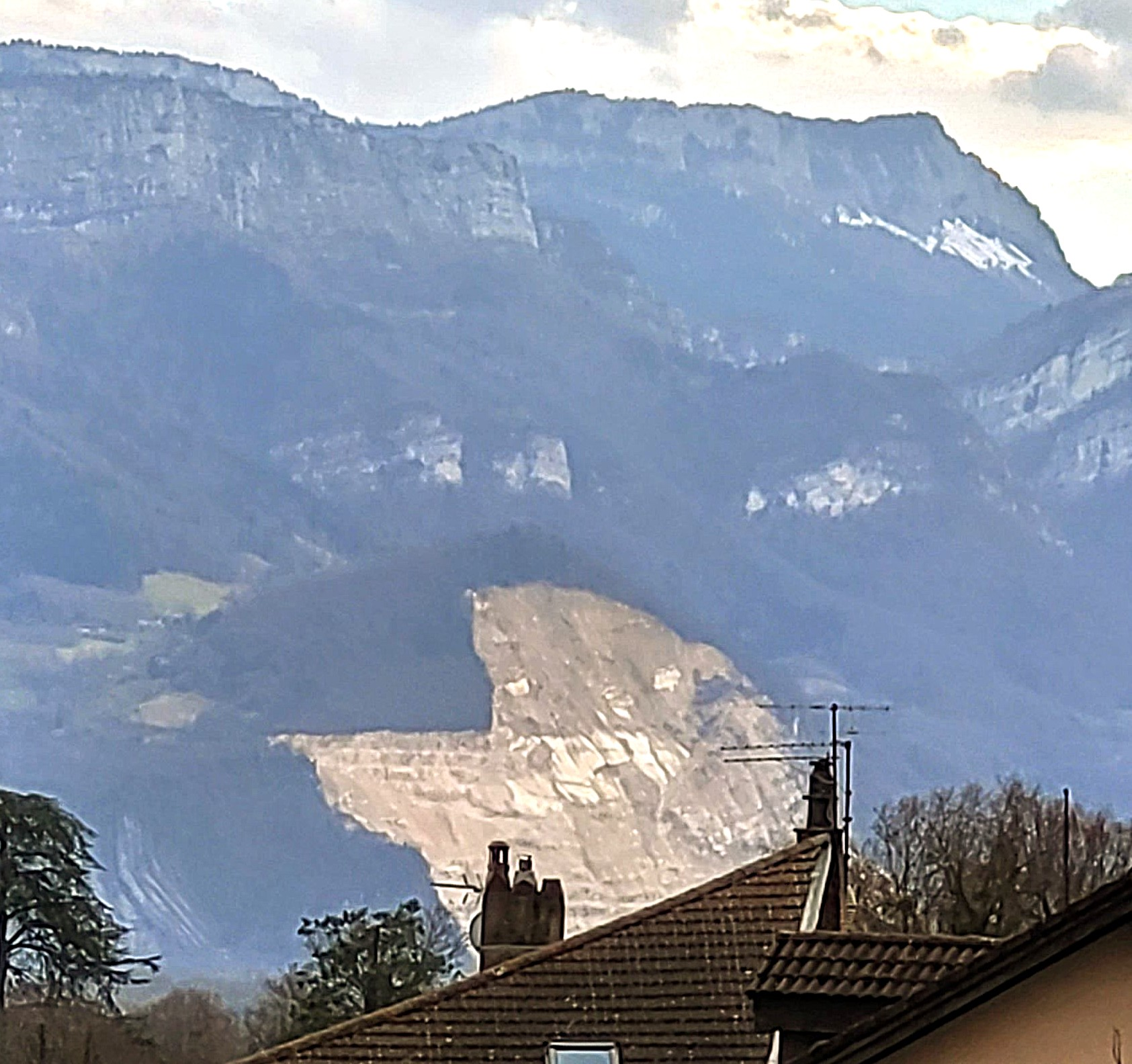
La chapelle Notre-Dame-d'Armieu se situait dans la zone d'éboulement de la carrière de La Rivière, survenu en juillet 2024

Cette très modeste chapelle était située en bordure de la roche d’Armieu, un escarpement du coteau d'Artets. Elle perpétuait le souvenir d’un pèlerinage dont l’origine pourrait remonter avant l’an Mil. Selon la tradition, la population locale aurait placé au VIIIe siècle, à cet endroit, une statue de la Vierge Marie après le passage des envahisseurs Sarrasins qui saccagèrent cette partie du Dauphiné. Une autre source en attribue l’origine à un miracle survenu au début au Xe siècle et qui concerne des bateliers en perdition sur l’Isère. Ceux-ci auraient eu la vie sauve après avoir invoqué la mère de Jésus. Une statue mariale aurait alors été déposée dans une grotte située à une cinquantaine de mètres au dessus de la rivière. En 1793 des révolutionnaires détruisirent la statue qui sera cependant remplacée en 1840, entrainant une reprise du pèlerinage. Selon l'ouvrage de Patrick Ollivier-Elliot dénommé Vercors safari-patrimoine, les fragments de l'ancienne statue se seraient soudainement illuminés, permettant aux villageois d'en récupérer certains fragments, donnant ainsi une dimension autant légendaire que miraculeuse au site.
C'est en 1873 que fut édifiée une modeste chapelle sur une étroite plateforme à environ dix mètres au dessus de cette grotte. De nombreuses légendes tournent autour de cette statue, de la grotte et de l'ancienne chapelle, notamment celle d'une illumination miraculeuse dans les années qui suivirent la Révolution.
En 1873, la revue Le Monde illustré évoque la bénédiction de cette chapelle par Justin Paulinier, évêque de Grenoble, le 6 novembre 1873. L'article évoque également une statue de marbre noire qui aurait découverte par des bateliers juste en face du site sans évoquer de date précise.
Le 25 juillet 2024 vers 19 h, la carrière de la commune de La Rivière, située sur les flancs du coteau d'Artets (entre les hameau du Lignet et des Monts), à la limite des territoires de la commune de Saint-Gervais subit un éboulement de grande ampleur,. La chapelle Notre-Dame-d'Armieu qui se situait sur la trajectoire de l'éboulement a été complètement ensevelie.